# Francisco de Saucedo
Francisco de Saucedo (né à Medina de Rioseco, Couronne de Castille et mort le 30 juin 1520 à Mexico-Tenochtitlan, Empire aztèque) était un conquistador espagnol qui participa à la conquête du Mexique sous les ordres d'Hernán Cortés.

## Biographie
Après avoir travaillé pour la famille Enríquez (es) dans l'une des villes commerçantes les plus importantes de Castille, il devient capitaine de l'un des onze bateaux quittant Cuba en destination de l'île de Cozumel le 10 février 1519. Il meurt le 30 juin 1520 durant la Noche Triste à Mexico-Tenochtitlan.